# Castillo de Belmez
El castillo de Belmez, situado en Belmez, provincia de Córdoba (España), es visible desde cualquier ángulo, se alza majestuoso sobre la cima de una elevada roca caliza desde la que domina la ciudad a sus pies. Desde el guardián del Alto Guadiato se divisan también los municipios vecinos de Peñarroya-Pueblonuevo, Espiel y Fuente Obejuna.
Belmez se encuentra a 70 kilómetros de Córdoba, en el noreste de la provincia, y se puede llegar a través de la carretera Nacional 432, que une Córdoba y Badajoz. El castillo se encuentra al noreste de la localidad, siendo la Calle Rafael Canalejo Cantero, anteriormente llamada Calle Empinada, el camino más directo para llegar a él. Desde esta calle parten unas escaleras que llegan hasta las mismas puertas de la fortaleza.

## Historia
Se tienen noticias de su castillo desde el año 1245, aunque la torre principal y la muralla son posteriores, del siglo XV. Perteneció a la Orden militar de Calatrava después de pasar por el Concejo de Córdoba.
En el siglo XV Córdoba fue un punto importante en la culminación de la Reconquista. El castillo de Belmez se convirtió en una importante zona de control, pues en la guerra de Granada se pidió ayuda a ciertas ciudades castellanas para poder hacer frente al contingente nazarí.
Uno de los episodios más relevantes de su historia tuvo lugar entre los años 1810 y 1812. Durante la Guerra de la Independencia las tropas francesas se adueñaron del castillo, ocupándolo durante largo tiempo. Tan importante fue para los invasores franceses esta plaza que repararon incluso parte de recinto. La dominación francesa dejó una huella tan profunda en Belmez que sus habitantes prefirieron deshacerse de ese bastión que tan atractivo resultaba para sus enemigos, e intentaron destruirlo.
Este castillo fue también testigo de los enfrentamientos entre el general Riego y las tropas realistas.

## Descripción y características
El castillo de Belmez, al igual que otros que poblaron el norte de la provincia de Córdoba, custodiaba el camino viejo de Los Pedroches.
A la fortaleza se llega por una empinada y zigzagueante escalera que parte desde la calle Rafael Canalejo Cantero. A lo largo de su recorrido se han dispuesto algunos descansillos que permiten recuperar el aliento, y desde los que puede verse la cantera que, en el siglo XIX, a punto estuvo de arruinar este enclave.
El acceso al recinto se realiza a través de una puerta acotada, situada en uno de los cubos. Al lado de ella había una torre albarrana, típico sistema defensivo árabe.
De forma alargada, su planta se adapta al terreno sobre el que se asienta, una enorme roca infranqueable por el lado noroeste por un profundo acantilado. Seis torres semicilíndricas dispuestas a lo largo de una muralla con tramos de distintos grosores rodean el recinto interior, en cuyo patio de armas, hoy cubierto de vegetación, perdura un aljibe conocido popularmente como la pisada del caballo, y que, dadas las características del terreno, siempre contiene agua.
La torre del Homenaje, de planta pentagonal y once metros de altura, está dividida en dos plantas rematadas en bóvedas de ladrillo. Su interior revela hoy día las desafortunadas y antiestéticas labores de reconstrucción que, sin tener en cuenta el pasado, se realizaron en el año 2001. Estuvo rematada por matacanes y almenas, elementos claramente defensivos que han desaparecido con el paso del tiempo. De entre sus escasos vanos destaca una ventana con arco de medio punto. Desde sus balcones pueden verse Sierra Palacios, el pantano de Sierra Boyera y un lago artificial originado de una explotación minera. Desde la parte más alta de la torre se divisan también las localidades próximas, algunos pozos mineros y las vías férreas que antaño fueron de pasajeros entre Córdoba y Almorchón y que hoy sólo se usan para el transporte de mercancías.

## Materiales de construcción
En la construcción de esta fortificación se empleó la piedra, aplicando las dos principales técnicas constructivas, la mampostería, o piedra escasamente labrada para la zona de los muros, y la sillería, para las esquinas de las torres, donde se cuida más el trabajo de la piedra.

## Estado de conservación
A lo largo de su historia, el castillo de Belmez ha pasado por momentos de auténtico olvido, aunque no han logrado destruir del todo su robusta figura.
En el año 1961 el arquitecto Félix Hernández Jiménez restauró parte del castillo, y en 2001 la Junta de Andalucía invirtió 279.080 euros en la consolidación de sus restos.
Actualmente se está elaborando, en colaboración con la Delegación de Medio Ambiente, un proyecto para la mejora de los alrededores de la fortaleza.
Por el momento el Ayuntamiento de Belmez no tiene intención de llevar a cabo ninguna nueva actuación sobre el edificio, aunque desde hace tiempo se habla de la construcción de un elevador para facilitar el acceso al mismo.
En las piedras del camino hay una curiosa inscripción del año 1959, que pasará a la historia por su forma de pergamino y su contenido, que poético dista mucho del puro vandalismo de las pintadas de hoy día.

## Protección
Bajo la protección de la Declaración genérica del Decreto de 22 de abril de 1949, y la Ley 16/1985 sobre el Patrimonio Histórico Español. En el año 1993 la Junta de Andalucía otorgó reconocimiento especial a los castillos de la comunidad autónoma de Andalucía.

## Fortificaciones próximas
- Castillo medieval del Junquillo
- Castillo de Viandar en el Hoyo
- A las faldas de la fortaleza se encuentra la ermita de la Virgen del Castillo, construida por los cristianos tras vencer en la batalla, como era costumbre por aquel entonces.
- El cerro del Castillo esconde además las huellas de los moradores del pasado. En el año 1954 se encontraron restos de una sepultura con su ajuar funerario. En las laderas de la montaña se han encontrado también abundantes restos cerámicos.